# Wereldkampioenschap sudoku
Het wereldkampioenschap sudoku is een toernooi dat sinds 2006 elk jaar wordt gehouden onder auspiciën van de World Puzzle Federation; er wordt gestreden wie 's werelds beste oplosser van sudokupuzzels is.
Onderstaand volgt een lijst van de gehouden toernooien en de medaillewinnaars.
| Jaar | Plaats              | Individueel    | Individueel     | Individueel        | Teams | Teams | Teams |
| Jaar | Plaats              | 1              | 2               | 3                  | 1     | 2     | 3     |
| ---- | ------------------- | -------------- | --------------- | ------------------ | ----- | ----- | ----- |
| 2006 | Lucca               | Jana Tylova    | Thomas Snyder   | Wei-Hwa Huang      | -     | -     | -     |
| 2007 | Praag               | Thomas Snyder  | Yuhei Kusui     | Peter Hudák        | JPN   | USA   | CZE   |
| 2008 | Goa                 | Thomas Snyder  | Yuhei Kusui     | Jakub Ondrousek    | CZE   | JPN   | GER   |
| 2009 | Žilina              | Jan Mrozowski  | Branko Ceranic  | Robert Babilon     | SVK   | CZE   | SRB   |
| 2010 | Philadelphia        | Jan Mrozowski  | Jakub Ondrousek | Hideaki Jo         | GER   | CZE   | JPN   |
| 2011 | Eger                | Thomas Snyder  | Kota Morinishi  | Tiit Vunk          | GER   | CZE   | USA   |
| 2012 | Kraljevica          | Jan Mrozowski  | Kota Morinishi  | Hideaki Jo         | JPN   | CZE   | CHN   |
| 2013 | Peking              | Jin Ce         | Kota Morinishi  | Jakub Ondroušek    | CHN   | CZE   | JPN   |
| 2014 | Verenigd Koninkrijk | Kota Morinishi | Tiit Vunk       | Bastien Vial-Jaime | JPN   | GER   | CHN   |
| 2015 | Bulgarije           | Kota Morinishi | Tiit Vunk       | Jakub Ondroušek    | JPN   | CHN   | CZE   |
| 2016 | Slowakije           |                |                 |                    |       |       |       |
| 2017 | India               |                |                 |                    |       |       |       |
| 2018 | Tsjechië            |                |                 |                    |       |       |       |
| 2019 | Duitsland           |                |                 |                    |       |       |       |